# ERG (Satellit)
ERG (Exploration of energization and Radiation in Geospace) ist ein Forschungssatellit der japanischen JAXA.
Er wurde am 20. Dezember 2016 um 11:00 UTC mit einer Epsilon-2 Trägerrakete vom Raketenstartplatz Uchinoura Space Center in Kimotsuki in eine hochelliptische Umlaufbahn gebracht. Nach dem Erreichen seiner Umlaufbahn wurde er in Arase (jap. あらせ, nach einem Fluss in Kimotsuki) umbenannt.
Der spinstabilisierte Satellit ist mit verschiedenen wissenschaftlichen Geräten ausgerüstet und soll den Van-Allen-Gürtel erforschen. Dazu ist er mit den ERG ist mit Sensoren wie dem Extremely high-energy electron experiments (XEP-e), High-energy electron experiments (HEP-e), Medium-energy particle experiments – electron analyzer (MEP-e)
Low-energy particle experiments – electron analyzer (LEP-e), Medium-energy particle experiments – ion mass analyzer (MEP-i), Low-energy particle experiments – ion mass analyzer (LEP-i), Magnetic field experiment (MGF), Plasma Wave Experiment (PWE) und dem Software-type wave particle interaction analyzer (S-WPIA) ausgestattet, die Informationen über Plasma, Partikel und elektromagnetische Felder liefern sollen. Beim Start betrug die Größe des Satelliten 1,5 × 1,5 × 1,7 m zuzüglich 1 m für die Antennen. Im Orbit entfalteten sich die vier Solarzellenflächen mit einer Spannweite von 6,0 bzw. 5,2 Meter. Zusätzlich wurden verschiedene Antennen für die Messinstrumente mit einer Länge von 5 und 15 m ausgefahren. Der Satellit verwendet den gleichen Satellitenbus wie er beim ersten SPRINT-Satelliten Hisaki zum Einsatz kam.

## Instrumente
Für die Partikelanalyse stehen vier Elektronensensoren (LEP-e, MEP-e, HEP-e und XEP-e) und zwei Ionensensoren (LEP-i und MEP-i) zur Verfügung. Die Elektronensensoren können Elektronen von 10 eV bis 20 MeV messen, während Ionensensoren Ionen von 12 eV/q bis 180 keV/q mit Massendiskriminierung messen können. Die Energiebereiche der Detektoren sind so ausgelegt, dass sie einander überlappen, was ein nahtloses Energiespektrum liefert. So reicht der Messbereich von XEP-e von 0,2 bis 20 MeV und der von HEP-e von 0,03 bis 2 MeV. Die Instrumente für Plasma und elektromagnetische Felder beobachten elektrische Felder im Frequenzbereich von bis zu 10 MHz sowie das Magnetfeld im Frequenzbereich von einigen Hz bis 20 kHz. Elektrische Felder werden durch zwei Paare von Drahtdipolantennen mit einer Länge von etwa 30 m Spitze zu Spitze. Hochfrequente Magnetfelder werden durch zwei orthogonale Suchspulen gemessen.